# OR5B17
OR5B17 (англ. Olfactory receptor family 5 subfamily B member 17) – білок, який кодується однойменним геном, розташованим у людей на короткому плечі 11-ї хромосоми. Довжина поліпептидного ланцюга білка становить 314 амінокислот, а молекулярна маса — 35 091.
| 10         |  | 20         |  | 30         |  | 40         |  | 50         |
| ---------- |  | ---------- |  | ---------- |  | ---------- |  | ---------- |
| MENNTEVSEF |  | ILLGLTNAPE |  | LQVPLFIMFT |  | LIYLITLTGN |  | LGMIILILLD |
| SHLHTPMYFF |  | LSNLSLAGIG |  | YSSAVTPKVL |  | TGLLIEDKAI |  | SYSACAAQMF |
| FCAVFATVEN |  | YLLSSMAYDR |  | YAAVCNPLHY |  | TTTMTTRVCA |  | CLAIGCYVIG |
| FLNASIQIGD |  | TFRLSFCMSN |  | VIHHFFCDKP |  | AVITLTCSEK |  | HISELILVLI |
| SSFNVFFALL |  | VTLISYLFIL |  | ITILKRHTGK |  | GYQKPLSTCG |  | SHLIAIFLFY |
| ITVIIMYIRP |  | SSSHSMDTDK |  | IASVFYTMII |  | PMLSPIVYTL |  | RNKDVKNAFM |
| KVVEKAKYSL |  | DSVF       |  |            |  |            |  |            |

A: Аланін

C: Цистеїн

D: Аспарагінова кислота

E: Глутамінова кислота

F: Фенілаланін

G: Гліцин

H: Гістидин

I: Ізолейцин

K: Лізин

L: Лейцин

M: Метіонін

N: Аспарагін

P: Пролін

Q: Глутамін

R: Аргінін

S: Серин

T: Треонін

V: Валін

Кодований геном білок за функціями належить до рецепторів, g-білокспряжених рецепторів, білків внутрішньоклітинного сигналінгу. 
Локалізований у клітинній мембрані, мембрані.